# Ben Browder
Robert Benedic Browder (ur. 11 grudnia 1962 w Memphis) – amerykański aktor telewizyjny i filmowy, najlepiej znany z telewizyjnych seriali science fiction: Ucieczka w kosmos (Farscape) jako John Crichton i Gwiezdne wrota (Stargate SG-1) jako Cameron Mitchell.

## Życiorys

### Wczesne lata
Urodził się w Memphis w stanie Tennessee. Jego rodzice byli właścicielami samochodów wyścigowych serii NASCAR Busch i operatorami. Wychowywał się z bratem Neilem w Charlotte w stanie Karolina Północna, gdzie uczęszczał do Myers Park High School. W 1984 roku ukończył studia na wydziale psychologii Furman University w Greenville, gdzie grał w drużynie piłki nożnej. Następnie studiował dramat w londyńskiej Central School of Speech and Drama, gdzie poznał swoją przyszłą żonę Francescę Buller.

### Kariera
W wieku szesnastu lat trafił na ekran jako Gates w dramacie Świat Duncana (Duncan’s World, 1978). W 1989 roku występował na scenie w spektaklu Davida Mameta Sexual Perversity in Chicago oraz jako Leonardo w londyńskim przedstawieniu Kupiec wenecki autorstwa Williama Szekspira z Dustinem Hoffmanem, a w 1990 produkcję przeniesiono na Broadway. W latach 1989–1990 związał się z nowojorskim Forty-Sixth Street Theatre.
Po występach na scenie, zdobył kilka drobnych ról w filmach fabularnych, w tym niewielką rolę jako rekruta kapitana w dramacie wojennym Michaela Catona-Jonesa Ślicznotka z Memphis (Memphis Belle, 1990) u boku Matthew Modine’a i Erica Stoltza oraz rolę krótko żyjącego chłopaka w dreszczowcu Pocałunek przed śmiercią (A Kiss Before Dying, 1991) z Sean Young i Mattem Dillonem.
Po raz pierwszy stał się rozpoznawalny wśród nie tylko amerykańskich i kanadyjskich widzów w roli Sama Brody’ego z serialu telewizji Fox Ich pięcioro (Party of Five, 1996–97). Wkrótce wraz z rodziną przeprowadził się do Australii, gdzie został obsadzony w roli międzynarodowego aeronautyka komandora Johna Roberta Crichtona Jr. w serialu science fiction Ucieczka w kosmos (Farscape, 1999–2003), produkcji Jima Hensona i SciFi Universal. W 2002 i 2004 roku za rolę Johna Crichtona otrzymał nagrodę Saturna. Zagrał postać aktora Lee Majorsa w dramacie telewizyjnym NBC Behind the Camera: The Unauthorized Story of Charlie’s Angels (2004). Sławę zyskał także dzięki roli porucznika pułkownika Camerona Mitchella w serialu science fiction telewizji Showtime Gwiezdne wrota (Stargate SG-1, 2005–2007).
Użyczył także swojego głosu w grach komputerowych: Farscape: The Game (Farscape: War & Peacekeepers, wyd. Simon & SchusterInteractive, 2002) i Call of Duty: Black Ops III (2015).

## Filmografia

### Filmy fabularne
- 1990: Ślicznotka z Memphis (Memphis Belle) jako kapitan
- 1991: Klucze do królestwa (Daughters of Privilege) jako Randy
- 1991: Pocałunek przed śmiercią (A Kiss Before Dying) jako Tommy Roussell
- 1992: Sekrety (Secrets, TV) jako Bill Warwick
- 1995: Big Dreams & Broken Hearts: The Dottie West Story (TV) jako Al Winters
- 1997: Zła do szpiku kości (Bad to the Bone, TV) jako Brent Rohrbach
- 1997: Stalowe rydwany (Steel Chariots, TV) jako D.J. Tucker
- 1997: Nevada jako Shelby
- 1998: Boogie Boy jako Freddie
- 1998: Mordercze słońce (The Sky’s On Fire, TV) jako Racer
- 2004: W cieniu mordercy (A Killer Within) jako Sam Moss
- 2004: Ucieczka w kosmos i wojny Rozjemców (Farscape: The Peacekeeper Wars, TV) jako John Crichton
- 2008: Gwiezdne wrota: Arka Prawdy (Stargate: The Ark of Truth, TV) jako Ppłk Cameron „Cam” Mitchell
- 2008: Gwiezdne wrota: Continuum (Stargate: Continuum) jako ppłk Cameron „Cam” Mitchell
- 2012: Niegrzeczne dzieciaki trafiają do piekła (Bad Kids Go to Hell) jako Max
- 2014: Zabójcza cisza (Dead Still) jako Brandon
- 2016: Bandyci i aniołki (Outlaws and Angels) jako George Tildon
- 2017: Strażnicy Galaktyki vol. 2 (Guardians of the Galaxy Vol. 2) jako suwerenny admirał (głos)

### Seriale TV
- 1993: Grace w opałach (Grace Under Fire) jako Eric
- 1994: Melrose Place jako Adam
- 1994: Thunder Alley jako Marcus
- 1994: Napisała: Morderstwo jako Ollie Rudman
- 1996-1997: Ich pięcioro (Party of Five) jako Sam Brody
- 1999-2003: Ucieczka w kosmos (Farscape) jako John Crichton
- 2003: CSI: Kryminalne zagadki Miami jako Danny Maxwell
- 2005: Liga Sprawiedliwych bez granic jako Bat Lash (głos)
- 2005–2007: Gwiezdne wrota (Stargate SG-1) jako Ppłk Cameron „Cam” Mitchell
- 2012: Chuck jako Ron
- 2012: Doktor Who jako Isaac
- 2013-2014: Arrow jako Ted Gaynor
- 2014: CSI: Kryminalne zagadki Las Vegas jako Randall „Randy” Pruitt
- 2014: Współczesna rodzina jako trener wrestlingu
- 2018: Zabójcze umysły jako szef policji Steve Gaines